# Glaphyropyga pollinifera
Glaphyropyga pollinifera là một loài ruồi trong họ Asilidae. Glaphyropyga pollinifera được Carrera miêu tả năm 1945. Loài này phân bố ở vùng Tân nhiệt đới.